# Daniel Chitsulo
Daniel Chitsulo (Zomba, 1983. március 7. –) malawi labdarúgó, a német SG Köln-Worringen csatára. Ő volt az első malawi származású labdarúgó, aki gólt szerzett egy európai profi bajnokságban.

## Sikerei, díjai
1. FC Köln II
- Middle Rhine Cup-győztes: 2003–04, 2004–05

 Preußen Münster
- Westphalian Cup-győztes: 2009–10